# Der Streit der Fakultäten

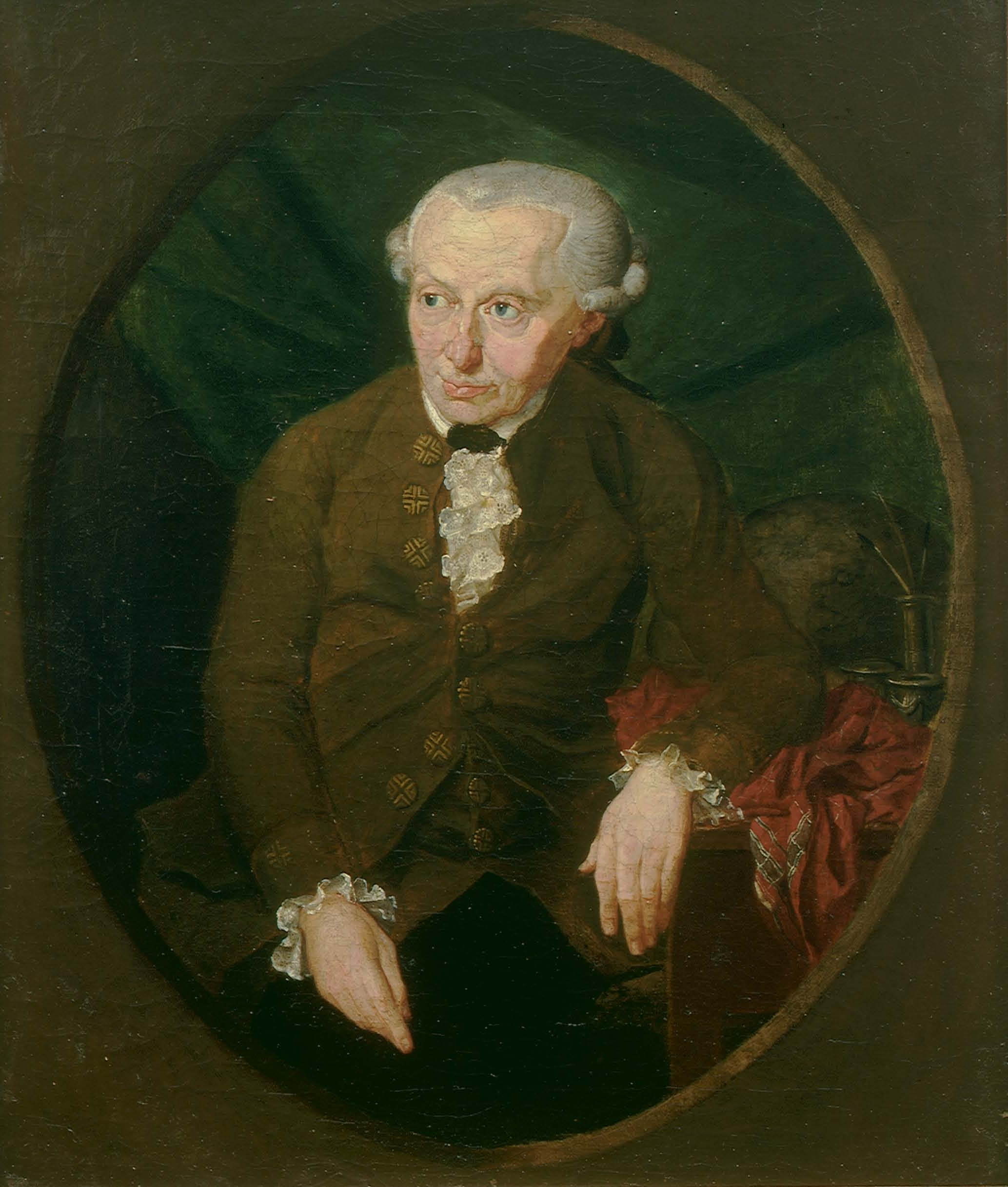
Immanuel Kant

Der Streit der Facultäten in drey Abschnitten ist eine Schrift des deutschen Philosophen Immanuel Kant von 1798. Sie ist neben der gleichzeitig veröffentlichten Vorlesung Anthropologie in pragmatischer Hinsicht das letzte von Kant selbst herausgegebene Werk und geht auf Vorlesungen zurück, die nicht nur von den Studenten, sondern auch von den Königsberger Bildungsbürgern sehr geschätzt wurden. Die Texte richten sich also an ein breites, kein Fach-Publikum, und sind so allgemeinverständlich wie möglich abgefasst. „Es ist eine kulturpolitische Streitschrift und eine akademisch-gelehrte Abhandlung.“
Der Streit aus dem Titel wird jeweils zwischen der 'freien' philosophischen Fakultät und der damals unter dem direkten Einfluss der Regierung stehenden theologischen, juristischen und medizinischen Fakultäten an preußischen Hochschulen geführt (pädagogische, technische und naturwissenschaftliche Fakultäten waren damals noch nicht üblich). Kant gründet das Werk auf dem Gedanken, dass es bei den Wissenschaften nicht auf Nützlichkeit, sondern auf Wahrheit ankommen sollte. Mit der Kritik an der zeitgenössischen Praxis argumentiert er für eine besondere akademische Freiheit der Geistes- und Naturwissenschaften, versammelt in der philosophischen Fakultät gegenüber Zensur und staatlichen Vorgaben. Zu diesem Zweck bringt Kant drei Beispiele, die zeigen, wie die Philosophische Fakultät (1.) durch Textkritik und Geschichtsforschung der Theologischen Fakultät, (2.) durch eine an der Freiheit orientierte Moral- und Geschichtsphilosophie der juristischen Fakultät und (3.) hinsichtlich der Berücksichtigung der Erfahrung der medizinischen Fakultät in der Wahrheitsfindung überlegen ist. Zugleich erkennt er an, dass der Streit auf tatsächlich widerstreitenden Interessen der Fakultäten beruht. Dabei ist die philosophische Fakultät dem Stand und dem Fortgang der Wissenschaften allein verpflichtet, während die drei höheren Fakultäten zugleich jeweils spezifische Vorgaben des Staates, entweder im Interesse des Gemeinwohls oder im Partikularinteresse der Regierung, erfüllen sollen.

## Veröffentlichung
Die drei Abschnitte entstanden ab 1793. Kant hatte Versuche unternommen, sie jeweils als selbstständige Veröffentlichungen herauszubringen, war aber 1794 und 1797 an Verboten der Zensur gescheitert. Kant hatte das Religionsedikt der preußischen Regierung angegriffen und dafür eine Abmahnung von Johann Christoph von Woellner, dem unter dem Zensuredikt zuständigen Minister Friedrich Wilhelm des II., erhalten. Die beiden Aufsätze, die später als die ersten beiden Abschnitte des Streits der Fakultäten veröffentlicht wurden, konnte er in dieser Lage nicht publizieren. Nach dem Tod des Königs (10. November 1797) wurde durch seinen Nachfolger Friedrich Wilhelm III. die von Woellner geschaffene ‚Religionsexaminations-Kommission‘ aufgehoben, das Religionsedikt praktisch nicht mehr angewendet und das Zensuredikt gemäßigt. Jetzt war es ihm möglich, das Buch über den Streit der Fakultäten mit der Bemerkung zu veröffentlichen: „Diesem Unwesen ist nunmehr gesteuret“
Lediglich der dritte Abschnitt erschien Anfang 1798 im Journal der praktischen Arzneikunde und Wundarzneikunst. Erst mit der Inthronisierung Friedrich Wilhelm III. konnten die nun zu einer Schrift zusammengefassten Aufsätze im Herbst 1798 erscheinen.
Immanuel Kant schrieb 1796 in einem Nachwort zu Über das Organ der Seele von Samuel Thomas Soemmering: „Mithin wird ein Responsum gesucht, über das zwey Facultäten wegen ihrer Gerichtsbarkeit […] in Streit gerathen können, die medicinische, in ihrem anatomisch-physiologischen, mit der philosophischen, in ihrem psychologisch-metaphysischen Fache, wo, wie bey allen Coalitionsversuchen, zwischen denen die auf empirische Principien alles gründen wollen, und denen welche zuoberst Gründe a priori verlangen […] Unannehmlichkeiten entspringen, die lediglich auf dem Streit der Facultäten beruhen, […] – Wer es in dem gegenwärtigen Falle dem Mediciner als Physiologen zu Dank macht, der verdirbt es mit dem Philosophen als Metaphysiker; und umgekehrt, wer es diesem recht macht, verstößt wider den Physiologen.“ (Immanuel Kant: AA XII, 31) Das trifft zum Teil auch heute noch zu; der Streit zwischen den Institutionen spiegelt das Leib-Seele-Problem wider. Aus dem Zitat wird jedoch deutlich, dass die Fakultäten und die von ihnen vertreten Lehrmeinungen nicht nur im Interesse (Selbsterkenntnis, Handlungstheorie vs. Heilkunde), sondern auch in der Methode (philosophisch vs. physiologisch) auseinandergehen.

## Inhalt
Das Werk besteht aus einer Zueignung, einer Vorrede, und drei Abschnitten. Die drei Hauptabschnitte sind ursprünglich eigenständige Texte, die Kant zu unterschiedlichen Zeitpunkten schrieb und erst später zusammenfügte. Unter diesen Umständen ist es nicht erstaunlich, dass die Schrift insgesamt wenig Kohärenz aufzuweisen scheint. Der zweite Abschnitt befasst sich abweichend eher mit einer geschichtsphilosophischen Fragestellung, die jedoch im 8. Teil als Pointe die geschichtsphilosophische Notwendigkeit einer Publikationsfreiheit für die Wissenschaften enthält. Der dritte Abschnitt scheint mit seiner Thematik, aber auch im Stil und systematischen Aufbau, ganz aus dem Rahmen zu fallen, komplettiert aber den Durchgang durch die drei höheren Fakultäten. Durch die Rekontextualisierung handelt es sich aber um keinen rein religiösen oder religionspolitischen Text mehr, wodurch die vorherigen Verbote des ersten und des zweiten Abschnitts umgangen werden konnten. Eine unveränderte Vorlage der Texte vor der Zensurbehörde hätte – trotz der veränderten politischen Lage – weniger Aussicht auf Erfolg gehabt. Daraus ergibt sich aber die etwas seltsame Struktur, nach der der grundlegende inneruniversitäre Konflikt – und damit der Rahmen der Abhandlung – im ersten Teil des ersten Abschnitts dargelegt wird und der eigentlich Streit mit der zwischen theologischer und philosophischer Fakultät als „Erläuterung“ dazu im zweiten Teil des ersten Abschnitts. Dennoch eint die drei Abschnitte die Vorstellung von der freien Wissenschaft, die den staatlichen Fächern eigene Methoden entgegensetzt (Vernunft vs. religiöse Offenbarung, Geschichtsphilosophie vs. Staatskunst, empirische Erkenntnis vs. medizinische Dogmen).

### Zueignung und Vorrede
Die Zueignung widmet das Werk „Karl Friedrich Stäudlin, Doctor und Professor in Göttingen“, einem skeptischen und dem Konzept der Vernunft zugewandten Theologen, der unter anderem von Kants Werken beeinflusst war und nicht den preußischen Zensur- und Religionsedikten unterlag. In der Vorrede geht Kant auf seinen Konflikt mit der preußischen Zensurbehörde ein, der sich aus der Veröffentlichung seiner Schrift Die Religion innerhalb der Grenzen der bloßen Vernunft ergeben hatte.
In der Vorrede kommentiert Kant seinem Briefwechsel mit Johann Christoph von Woellner. Woellner hatte Kant im Auftrag des Königs (Friedrich Wilhelm II.) am 1. Oktober 1794 geschrieben, ihn für die Ausführungen in seiner Religion innerhalb der Grenzen der bloßen Vernunft getadelt und ihm ‚unangenehme Verfügungen‘ angedroht. Kants Schrift hatte sich vor allem gegen das von Woellner 1788 initiierte und vom König unterstützte ‚Religionsedikt‘ sowie das ‚Zensuredikt‘ gerichtet.
Kant hielt an seiner Kritik fest. Das war riskant, denn die ‚unangenehmen Verfügungen‘ hätten unter anderem Entlassung, Verbannung, oder Zwangspensionierung ohne Bezüge bedeuten können. Christian Wolff hatte 1723 in ähnlicher Lage nach Halle emigrieren müssen. Um das zu vermeiden, schloss Kant den Brief mit der Erklärung „dass ich mich fernerhin aller öffentlichen Vorträge, die Religion betreffend, es sei die natürliche oder geoffenbarte, sowohl in Vorlesungen als in Schriften gänzlich enthalten werde.“ (Immanuel Kant: AA VII, 10) Vor diesem Hintergrund ist auch die Widmung an Stäudlin zu sehen, der auf diesem Gebiet publizierte.
Thematisch ergibt sich daraus bereits der Grundkonflikt zwischen der Regierung, die im Interesse der Staatsraison in die akademische Beschäftigung mit bestimmten Themen eingreift. Kant weist darauf hin, dass seine Schrift die Aspekte der Religion, die Interessen des Preußischen Staats betreffen, nicht berühre: Sie sei ein wissenschaftliches Werk, das die Frage nach der Offenbarung oder ihrem Inhalte bzw. jede Kritik der traditionellen Dogmen vermeide und sich auch nicht als religiöses Traktat an die breite Bevölkerung richte. Tatsächlich äußert sich Kant in der Vorrede sogar noch kritischer zur preußischen Kulturpolitik, die zahlreiche Kandidaten für ein theologisches Studium, die nicht auf der neuerdings pietistischen Linie lagen, davon abschreckte und worauf diese „die Juristenfakultät übervölkerten“.

### Der Streit der philosophischen Fakultät mit der theologischen
Der erste Abschnitt beginnt mit einer Einleitung und handelt dann im Teil I »Vom Verhältnisse der Facultäten« der Theologen, der Juristen, der Mediziner und der Philosophen in mehreren Unterkapiteln, die die Fakultäten begrifflich bestimmen und die aus diesen Bestimmungen entstehenden Konflikte aufzeigen. Teil II – als »Anhang« bezeichnet – ist in drei Kapitel gegliedert und behandelt beispielhaft das Verhältnis zwischen Theologie und Philosophie, also das in der Überschrift angedeutete Kernthema dieses Abschnitts in ausführlicher Form und mehreren Einzelbeispielen.
In der Einleitung gibt Kant einen Überblick über wissenschaftliche Institutionen »den ganzen Inbegriff der Gelehrsamkeit«. Die Universität sei als Einrichtung geordnet wie die Zünfte, also gegliedert in einzelne Fakultäten mit ihren Lehrern, Doktoren und Dekanen »als Regenten der Fakultät«. Daneben gebe es »zunftfreie Gelehrte«, die sich in »Akademien, auch Sozietäten der Wissenschaften« als einzelnen »Werkstätten« organisierten oder als Liebhaber der Wissenschaften »gleichsam im Naturzustande der Gelehrsamkeit leben«. Kant vergleicht die Universitäten nicht grundlos mit den Zünften, da beide Institutionen ein weitgehendes Recht der Selbstverwaltung (einschließlich Strafbefugnissen) hatten. Da sein Vater Sattler- und Riemermeister war, gehörte auch er zur Zunft der Riemer und hätte das Recht gehabt, diesen Beruf auszuüben. Mit dem Eintritt in die Universität Königsberg betrat er eine Welt, die in vielen Elementen ähnlich organisiert war wie eine Zunft.
Von den Mitgliedern der Universität unterscheidet er »die Litteraten (Studierte)«, die zwar auf der Universität ausgebildet werden, sich aber letztlich auf ihre praktischen Erfahrungen »als Werkzeuge der Regierung (Geistliche, Justizbeamten und Ärzte)« stützen, »weil sie sich unmittelbar an das Volk wenden, welches aus Idioten besteht (wie etwa der Klerus an die Laiker)«. Der Begriff »Idioten« bezieht sich offensichtlich auf ihre Bezeichnung in der altgriechischen Klassik für »Privatmann« (Ιδιώτης), ist also keine Abqualifizierung der Laien; und doch liegt man nicht falsch, darin eine »ironische Überblendung« zu sehen.

„Kant nahm den Witz ernst und trug ihn mit ernster Miene vor. Sein Witz war subtil, nie laut, der Ironie näher als dem Humor. Davon zeugt auch die Streitschrift. Sie ist durchzogen von einem tiefen philosophischen Ernst … aber auch von ironischer Distanz.“

Kant sah für die Universitäten die gleiche Gefahr, der der Staat überall begegnet, wenn er die Freiheit, die er schützen soll, durch Überregulierung und Eingriffe (Steuern, Subventionen) gefährdet und zeigt das an einem praktischen Beispiel:

„Ein französischer Minister berief einige der angesehensten Kaufleute zu sich und verlangte von ihnen Vorschläge, wie dem Handel aufzuhelfen sei: Gleich als ob er darunter die beste zu wählen verstände. Nachdem Einer dies, der Andere das in Vorschlag gebracht hatte, sagte ein alter Kaufmann, der so lange geschwiegen hatte: Schafft gute Wege, schlagt gut Geld, gebt ein promptes Wechselrecht und dergleichen, übrigens aber »lasst uns machen«!“

#### Vom Verhältnisse der Facultäten
Im ersten Unterabschnitt des ersten Teils bezeichnet Kant die Theologen, Juristen und Mediziner, wie damals üblich, als „Obere Fakultäten“, weil die von ihnen wissenschaftlich behandelten Themen im Interesse der jeweiligen Regierungen stünden, die nicht nur – mittelbar und unmittelbar – die Rangverhältnisse unter ihnen, sondern auch die Formen und Inhalte beeinflussten, denen diese Wissenschaften sich widmen. Daraus ergäben sich gewisse Beschränkungen: »Daher schöpft der biblische Theolog (als zur oberen Facultät gehörig) seine Lehren nicht aus der Vernunft, sondern aus der Bibel, der Rechtslehrer nicht aus dem Naturrecht, sondern aus dem Landrecht, der Arzneigelehrte seine ins Publicum gehende Heilmethode nicht aus der Physik des menschlichen Körpers, sondern aus der Medicinalordnung.«Immanuel Kant: AA VII, 23
Anders jedoch die Philosophie, „die ihr alle glänzende von jener gebaute Federn ohne Verschonen abzieht und mit ihr nach dem Fuß der Gleichheit und Freiheit verfährt.“ (Immanuel Kant: AA VII, 23) Wie sich im Zweiten Abschnitt zeigt, rechnet Kant zur Philosophischen Fakultät: »Geschichte, Erdbeschreibung, gelehrte Sprachkenntniß, Humanistik … reine Mathematik, reine Philosophie, Metaphysik der Natur und der Sitten«.Immanuel Kant: AA VII, 28 Der Besuch der Veranstaltungen dieser Fakultät und der Abschluss mit dem Philosophicum war die Voraussetzung des Studiums an den übrigen Fakultäten, für die diese die Grundlagen vermittelten (z. B. naturwissenschaftliche Kenntnisse für die Mediziner und Sprachkenntnisse für die Theologen und Geschichtskenntnisse für die Juristen). Erst nach dem Philosophicum konnten die Studenten an eine höhere Fakultät wechseln, oder an der unteren einen Magister artium anstreben.
In drei Unterkapiteln geht Kant auf die »Eigenthümlichkeiten« der theologischen Fakultät (A), der Juristenfakultät (B) und der medizinischen Fakultät (C) ein. Er arbeitet die Widersprüche heraus, die bei Theologen zwischen Glauben und Vernunft bestehen; die Bibel sei ein ewig gültiger Text.Immanuel Kant: AA VII, 23 Rechtsnormen hingegen müssten sich der Veränderung unterwerfen »nachdem die Erfahrung mehr oder bessere Einsicht gewährt.«Immanuel Kant: AA VII, 25 Aber auch dann müssten sie nicht der Vernunft folgen:„… denn darin besteht eben das Ansehen der Regierung, dass sie den Unterthanen nicht die Freiheit lässt, nach ihren eigenen Begriffen, sondern nach Vorschrift der gesetzgebenden Gewalt über Recht und Unrecht zu urtheilen“ (Immanuel Kant: AA VII, 25)
Die Mediziner hingegen seien freier als die beiden anderen Fakultäten. Zwar dürften sie nur unter Beachtung der öffentlichen Sicherheit praktizieren, könnten sich aber für den Inhalt ihrer Kenntnisse nur auf die Natur verlassen, der gegenüber die Regierung keine Regelungsbefugnis habe.
In einem Zweiten Abschnitt befasst Kant sich mit der philosophischen, also der ‚unteren‘ Fakultät. Sie unterscheidet sich von den ‚oberen Fakultäten‘ durch die Freiheit der Wissenschaft:

„Also wird die philosophische Facultät darum, weil sie für die Wahrheit der Lehren, die sie aufnehmen oder auch nur einräumen soll, stehen muss, in so fern als frei und nur unter der Gesetzgebung der Vernunft, nicht der der Regierung stehend gedacht werden müssen… In Ansehung der drei obern dient sie dazu, sie zu controlliren und ihnen dadurch nützlich zu werden, weil auf Wahrheit (die wesentliche und erste Bedingung der Gelehrsamkeit überhaupt) alles ankommt; die Nützlichkeit aber, welche die oberen Facultäten zum Behuf der Regierung versprechen, nur ein Moment vom zweiten Range ist.“

»Mit seinem Eintreten für die Philosophische Fakultät verfolgte Kant zwei unterschiedliche Ziele: Zum einen die Sicherung der Freiheit dieser Fakultät (in Forschung und Lehre) gegenüber dem Staat und dessen Zensurmaßnahmen…. Zum anderen die systematische, wiederum autonom definierte Rolle dieser Fakultät gegenüber den drei anderen Fakultäten…. Eben dies aber führt auch zum Streit.«
Wenn die Aufgabe der Philosophie ernst genommen wird, die anderen Wissenschaften daraufhin zu kontrollieren, ob sie die Freiheit und Gleichheit verteidigen und die Regeln der Vernunft einhalten, kann man sie entgegen dem damaligen Sprachgebrauch eigentlich nicht als »untere Fakultät« bezeichnen, denn den anderen Fakultäten gegenüber hat sie offenbar das letzte Wort. Dazu Kant: »Die Unterste Facultaet muss einmal die Oberste werden, d. i. ›Alles der Gesetzgebung der Vernunft unterwerfen‹« – so schreibt er in einer Vorarbeit zum ersten Teil der Streitschrift.
Diese Differenzen führen zum Streit »der oberen Facultäten mit der unteren«, der »gesetzwidrig« (Dritter Abschnitt) oder auch »gesetzmäßig« (Vierter Abschnitt) sein kann. Gesetzwidrig ist er:

„… entweder der Materie wegen, wenn es gar nicht erlaubt wäre, über einen öffentlichen Satz zu streiten … oder bloß der Form wegen, wenn die Art, wie er geführt wird, nicht in objectiven Gründen, die auf die Vernunft des Gegners gerichtet sind, sondern in subjectiven, sein Urtheil durch Neigung bestimmenden Bewegursachen besteht, um ihn durch List (wozu auch Bestechung gehört) oder Gewalt (Drohung) zur Einwilligung zu bringen.“

Kant schildert typische Fälle, so vor allem die Zumutung der Leute gegenüber den Philosophen, ein unmoralisches Leben, die Durchsetzung von Unrecht oder den Wunsch nach Gesundheit trotz missbräuchlicher Lebensweise in irgendeiner Weise zu rechtfertigen, wenn all dies durch die Fachwissenschaften nicht gelingen will.
Der Streit zwischen den Fakultäten ist gesetzmäßig, wenn die Philosophie ihre Aufgabe erfüllt, die Fachwissenschaften nach den Maßstäben der Vernunft kritisch zu begleiten, ihre Fehler aufzudecken und zu helfen, sie zu vermeiden. Da kann sie richtig oder falsch liegen – und darüber kann und muss gestritten werden. Da die Fachwissenschaften gleichzeitig unter dem Einfluss der politischen Kräfte stehen, gerät die philosophische Fakultät damit unvermeidlich auch in eine kritische Beziehung zu ihnen: „Folglich kann die philosophische Facultät ihre Rüstung gegen die Gefahr, womit die Wahrheit, deren Schutz ihr aufgetragen ist, bedroht wird, nie ablegen, weil die obere (sic) Facultäten ihre Begierde zu herrschen nie ablegen werden.“ (Immanuel Kant: AA VII, 33)

#### Erläuterung des Streits
Teil II „Anhang einer Erläuterung des Streits der Facultäten durch das Beispiel desjenigen zwischen der theologischen und philosophischen.“  erläutert die im Teil I entwickelten Grundsätze am Beispiel des (gesetzmäßigen) Streits zwischen der theologischen und philosophischen Fakultät. Zuerst wird die »Materie des Streits« bestimmt, der sich um den Vorrang zwischen natürlich-rationaler Religionsphilosophie und Auslegung der Offenbarung besteht. Kant entwickelt im Folgenden Grundsätze der Exegese, die diesen Streit beilegen sollen, die er dann gegen mögliche Einwände verteidigt, um schließlich den Streit nach einer Anmerkung „zu Religions-Secten“ in Form eines „Friedens-Abschluß'“ beizulegen. An diesen Anhang selbst schließen sich zwei kleinere Anhänge, „Anhang biblisch-historischer Fragen über die praktische Benutzung und muthmaßliche Zeit der Fortdauer dieses heiligen Buchs.“ und „Anhang: Von einer reinen Mystik in der Religion.“ an, die sich mit der Gültigkeit von Offenbarung über die Zeit und mit rationaltheologischer Schwärmerei auseinandersetzen.
Er beginnt mit der »Materie des Streits«, der in seinem Kern daraus besteht, dass die Theologen sich auf die in der Bibel auf ewige Zeiten festgeschriebene göttliche Offenbarung stützen, die Philosophen hingegen auf: »… eine Gesetzgebung der Vernunft, um der Moral durch die aus dieser selbst erzeugten Idee von Gott auf den menschlichen Willen zur Erfüllung aller seiner Pflichten Einfluss zu geben.«
Kant macht im Abschnitt „Grundsätze der Schriftauslegung zu Beilegung des Streits“ verschiedene Vorschläge, wie eine an philosophischen (also vernünftigen) Grundsätzen orientierte Auslegung der Heiligen Schrift deren Verständnis erleichtern könne. Theologischen Lehren wie die Dreieinigkeit, die Lehre von der Himmelfahrt oder von der Auferstehung entzögen sich allerdings jeder logischen Ableitung, überall da aber, wo die Theologen auch über Moral sprächen, könnten sie von den Philosophen lernen:

„Die Schriftstellen also, die eine blos passive Ergebung an eine äußere in uns Heiligkeit wirkende Macht zu enthalten scheinen, müssen so ausgelegt werden, daß daraus erhelle, wir müssen an der Entwicklung jener moralischen Anlage in uns selbst arbeiten, ob sie zwar selber eine Göttlichkeit eines Ursprungs beweiset, der höher ist als alle Vernunft (in der theoretischen Nachforschung der Ursache), und daher, sie besitzen nicht Verdienst, sondern Gnade ist.“

Im dritten Abschnitt, „Einwürfe und Beantwortung derselben, die Grundsätze der Schrift-Auslegung betreffend“, diskutiert Kant die Einwände, die Philosophen mischten sich „in das Geschäft des biblischen Theologen“ ein und widerlegt sie im Wesentlichen mit dem Hinweis darauf, dass sich in der Religion doch auch die Vernunft offenbare, sie also bei der Auslegung der Bibel sich ihrer bedienen müsse.
Nun folgen vier – offenbar später entstandene – Kapitel, die sich überwiegend mit der theologischen Fakultät und ihrem Verhältnis zur philosophischen Fakultät beschäftigen und erneut mit einzelnen Fragen verbunden werden, die schon diskutiert wurden.
Ein einem als „Allgemeine Anmerkung. Von Religionssecten.“ betiteltem Abschnitt In diesem relativ langen Abschnitt legt Kant im Einzelnen dar, dass die Äußerlichkeiten, mit denen die verschiedenen Religionen sich voneinander unterschieden (Kirchenglaube), keine inhaltlichen Unterschiede bedeuteten, im Kern gehe es immer um Religionsglauben oder Heidenthum. Dieser Glauben lasse sich durch die Vernunft nicht beweisen, sondern entstehe im Kern aus der Bewunderung vieler Tatsachen, die wir uns nur als Ergebnis übernatürlicher Schöpfung erklären könnten. Sodann wird am Beispiel der Spener-Franckischen (Pietisten) und Mährisch-Zinzendorfschen (Moravianisten) Lehren dargelegt, dass deren Behauptung, der Mensch könne sich moralisch nur durch übernatürliche Einwirkung von Gnade verhalten, mit den Grundregeln der Vernunft nicht zu vereinbaren ist: Auf sie und nicht auf übernatürliche Kräfte solle der Staat setzen, wenn er mithilfe der Förderung der Religionen gute Staatsbürger und Soldaten haben wolle.
Kant entscheidet den Streit der Fakultäten hier durch eine Aufteilung der Zuständigkeiten. In „Friedens-Abschluß und Beilegung des Streits der Facultäten“ schlägt er vor, die Philosophen sollten sich mit allem beschäftigen, was durch Vernunft erklärbar ist, die Theologen hingegen mit der Frage, was die Bibel uns zu sagen hat, wenn wir sie als göttliche Offenbarung und Hinweis zu unserer Lebensführung verstehen. Tatsächlich griffen die Theologen aber über dieses Feld weit hinaus, nicht zuletzt durch die Behauptung, naturwissenschaftliche Erkenntnisse seien durch Gott geoffenbart und nicht erst durch die Vernunft zu erschließen. Das wird am Beispiel der biblischen Chronologie und den an ihr begründeten Zweifeln dargelegt.
Im „Anhang biblisch-historischer Fragen über die praktische Benutzung und muthmaßliche Zeit der Fortdauer dieses heiligen Buchs.“ wird in einem Gedankenexperiment die Frage aufgeworfen, ob man sich in der Zukunft in eine Zeit hinein bewegen werde, in der die Bibel ihre Bedeutung verlieren und allein die Vernunft die Regeln staatliche Ordnung und des moralischen Verhaltens bestimmen könnte. Die Bibel sei deshalb schwer wegzudenken, weil sie in ihren Erzählungen zahllose und vor allem allgemeinverständliche Beispiele des moralisch Richtigen und Unrichtigen enthalte.
Es folgt ein Brief von Carl Arnold Wilmanns, einem Mediziner, der Kant ein Jahr zuvor zusammen mit dem Brief seine Abhandlung zu diesem Thema geschickt hatte („Anhang: Von einer reinen Mystik in der Religion. “). Kant kommentiert, dass die Thesen von Wilmans sich nicht vollständig mit seinen eigenen Überlegungen deckten, aber bemerkenswert seien. Wilmanns berichtete zunächst, dass er die in der Kritik der reinen Vernunft aufgestellten Thesen und Überlegungen vollständig teile, vor allem die Aussage, religiöse Mystik enthalte keine Verbindung zur Vernunft. Er sei dann aber auf religiöse Mystiker gestoßen (Separatisten), die rituelle Gottesdienste ablehnten, die Bibel zwar als göttliche Offenbarung läsen, aus ihr aber eine Moral ableiteten, die der von Kant entwickelten sehr ähnlich sei. Die Besonderheit: Kant veröffentlicht hier eine (sanft) kritische Stimme zu seinem Werk, in der er zwar als „ehrwürdiger Vater“ angesprochen wird, die aber doch auf die Möglichkeit hinweist, dass die von ihm so kritisierte mystische Haltung der Religionen sich mit vernünftigen Prinzipien vereinbaren lässt.

### Der Streit der philosophischen Facultät mit der juristischen
Schon in der Überschrift wirft Kant hier „die erneuerte Frage auf: Ob das menschliche Geschlecht im beständigen Fortschreiten zum Besseren sei“. Er hatte sie schon im dritten Teil seines früheren Aufsatzes „Über den Gemeinspruch: Das mag in der Theorie richtig sein, taugt aber nicht für die Praxis“ (1793) behandelt. Mit einem „Streit der Fakultäten“ hat dieses Thema nur indirekt zu tun, denn hier geht es um die Frage, ob und wie die Universitäten an dieser Entwicklung teilnehmen würden. So durchziehen theologische, juristische und philosophische Fragestellungen den Text.
Die Abhandlung besteht aus zehn Teilen (Originalüberschriften kursiv). In den beiden ersten Abschnitten, betitelt Was will man hier wissen? und Wie kann man es wissen?, wird die die Frage spezifiziert und die Methode zur Beantwortung festgelegt. Man will wissen, ob der Mensch im beständigen Fortschreiten zum Besseren sei, im Rahmen der Sittengeschichte der Menschengattung, nicht im Rahmen der Naturgeschichte. Kant grenzt die Frage also moralisch ein. Nun stellt er die Methodik vor, mit der diese Frage überhaupt beantwortbar ist: Voraussagen seien möglich, indem der Wahrsager das Vorausgesagte selber macht. Als Beispiele nennt er die biblischen Propheten, Politiker und Geistliche.
Der Dritte Abschnitt Eintheilung des Begriffs von dem, was man für die Zukunft vorherwissen will trifft eine Fallunterscheidung. Es gibt drei Antwortmöglichkeiten auf die gestellte Frage:
1. Rückgang zum Ärgeren,
2. Fortgang zum Besseren oder
3. Stillstand.

Den Rückgang zum Ärgeren schließt Kant teleologisch aus, da der Mensch sich in diesem Falle am Ende selbst zerstören würde. Die Natur hätte also etwas sinnloses erschaffen, Der Fortgang zum Besseren sei ebenfalls schwer vorstellbar, da jeder Mensch genauso gut wie böse sei. Der Stillstand scheine daher die einzige wahrscheinliche Antwort zu sein, jedoch verhielte sich der Mensch dann wie die Tiere. Kant schließt daher auch diese Möglichkeit aus.
Aber wir könnten keinen Standpunkt außerhalb unser selbst einnehmen:

„Das menschliche Geschlecht ist entweder im continuirlichen Rückgange zum Argeren, oder im beständigen Fortgange zum Besseren in seiner moralischen Bestimmung, oder im ewigen Stillstande auf der jetzigen Stufe seines sittlichen Werths unter den Gliedern der Schöpfung (mit welchem die ewige Umdrehung im Kreise um denselben Punkt einerlei ist). Die erste Behauptung kann man den moralischen Terrorismus, die zweite den Eudämonismus (der, das Ziel des Fortschreitens im weiten Prospect gesehen, auch Chiliasmus genannt werden würde), die dritte aber den Abderitismus nennen.“

„Moralische Terroristen“ sehen die Welt am Abgrund und glauben, in idealen Konzepten ein Gegenmittel zu haben (tieferes Wissen, eine Religion, eine ideologische Konstruktion). Sie neigen dazu, die Konzepte und Konstruktionen anderer nicht mit Argumenten zu bekämpfen, sondern setzen sie moralisch unter Druck, so wie Kant es in der Französischen Revolution vor allem in der Politik des Wohlfahrtsausschusses von Robespierre und Saint-Just gesehen hatte (terreur). Max Weber hat 1919 diesen Gedanken aufgegriffen und als „reine Gesinnungsethik“ bezeichnet, die im Gegensatz zur „Verantwortungsethik“ steht, weil sie sich nur an den eigenen Ideen orientiert, nicht aber an der Realität, die sie umgibt und die Verantwortung für ihre Entscheidungen nicht übernehmen will:

„Wenn Sie statt Vaterstadt oder ‚Vaterland‘, was ja zurzeit nicht jedem ein eindeutiger Wert sein mag, sagen: ‚die Zukunft des Sozialismus‘ oder auch der ‚internationalen Befriedung‘, – dann haben Sie das Problem in der Art, wie es jetzt liegt. Denn das alles, erstrebt durch politisches Handeln, welches mit gewaltsamen Mitteln und auf dem Wege der Verantwortungsethik arbeitet, gefährdet das ‚Heil der Seele‘. Wenn ihm aber mit reiner Gesinnungsethik im Glaubenskampf nachgejagt wird, dann kann es Schaden leiden und diskreditiert werden auf Generationen hinaus, weil die Verantwortung für die Folgen fehlt. Denn dann bleiben dem Handelnden jene diabolischen Mächte, die im Spiel sind, unbewußt. Sie sind unerbittlich und schaffen Konsequenzen für sein Handeln, auch für ihn selbst innerlich, denen er hilflos preisgegeben ist, wenn er sie nicht sieht. ‚Der Teufel, der ist alt‘.“

Andere suchen in der Welt ihr persönliches Glück (in der Stoa auch durch Beschränkung ihrer Wünsche), ein antikes Konzept das Kant unter dem Begriff „Eudaimonismus“ auch früher schon vielfach kritisiert hat, weil es letztlich den Tod der Moral bedeute, die nur auf der Erkenntnis der Pflicht und nicht aus der Suche nach dem Glück beruhen könne. Wieder andere vertrauen darauf, in einer Endzeit zu leben, die bald eintreten und sie von allen irdischen Beschwerden erlösen werde (Chiliasmus). Und schließlich: Wer davon überzeugt ist, dass sich gar nichts ändern kann, gehört zum Volk der Abderiten, Schildbürger, über deren legendäre Beschränktheit Christoph Martin Wieland 1774–1780 einen satirischen Roman geschrieben hatte, der damals in aller Munde war.
Alle drei Positionen verstoßen nach Kants Auffassung gegen die Vernunft, die Erfahrung und das was wir als in der Natur angelegt erkennen können. Kant leugnet nicht, dass die Menschheit sich zum Besseren hin entwickeln könne, diese Entwicklung müsse aber von der Vernunft gesteuert werden, nicht von Illusionen. In ähnlicher Weise äußerte er sich bereits 1793 in Teil III seiner Schrift Über den Gemeinspruch: Das mag in der Theorie richtig sein, taugt aber nicht für die Praxis.
In den folgenden sieben Ziffern des zweiten Abschnitts greift Kant auch auf Ideen zurück, die er 1795 bereits in den Drei Definitivartikeln seines Aufsatzes Zum Ewigen Frieden dargelegt hatte. Dabei entwickelt er einige Ideen, wie sich die politischen, sozialen und kulturellen Strukturen der Menschen unter den gegebenen Rahmenbedingungen entwickeln werden, wenn sie sich auf Vernunft, Moral (Pflicht), Erfahrung und die große Künstlerin Natur (natura daedala rerum) stützen, wie es im Aufsatz Zum ewigen Frieden heißt.
Kant versucht dennoch, die Frage weiter zu erörtern. Im vierten Abschnitt legt er dar  Durch Erfahrung unmittelbar ist die Aufgabe des Fortschreitens nicht aufzulösen. Empirisch – bei einer allgemeinen Betrachtung menschlichen Verhaltens – lässt sich also weder eine Besserung, noch eine Verschlechterung feststellen. Wir sähen nur, dass sich Rück- und Fortschritt bei dem Menschen abwechselten, da er ein freies Wesen sei. Kant bemerkt mit einiger Rhetorik: An irgendeine Erfahrung muss doch die Geschichte angeknüpft werden (fünfter Abschnitt): Es muss eine Erfahrung geben, die zeigt, dass es in der Menschengattung ein Fortschreiten zum Besseren gäbe. Diese Erfahrung nennt Kant ein Geschichtszeichen. Der sechste Abschnitt  Von einer Begebenheit unserer Zeit, welche diese moralische Tendenz des Menschengeschlechts beweiset. Er versucht ein solches Zeichen in der Zeitgeschichte zu finden und sieht es in dem Enthusiasmus der Menschen in ganz Europa für die französische Revolution. Eine Begeisterung für die Freiheit anderer, in einem anderen Gemeinwesen, dass nicht das eigene ist, muss nach Kant eine moralische Ursache haben, den moralischen Idealismus, der aber – wie oben gezeigt- die Gefahr in sich birgt, zum „moralischem Terrorismus“ zu entarten.
Kant schlägt nun in  Wahrsagende Geschichte der Menschheit (Abschnitt 7) den Bogen zurück: Die Geschichte selbst sei somit wahrsagend. Die Menschen befänden sich in einer Evolution hin zur idealen Verfassung, zu der sie Geschichtszeichen hinführen würden. Auch bei Rückschlägen (Scheitern von Revolutionen, deren Umschlag in Terror etc.) sei es doch so, dass es bei der nächsten Gelegenheit wieder zur Fortentwicklung käme, die sich in gestiegenen Erwartungen an und Begeisterung für die Freiheitlichkeit zeigen. Die ideale Staatsverfassung sei der Republikanismus. Eines Tages werde er so stark verankert sein, dass er nicht mehr umkehrbar sei. Er zieht aus diesen Betrachtungen das Fazit, dass der Mensch dem Fortschritt folge. Zwischenzeitlich seien nicht von der Natur beabsichtigt (dafür sei der Mensch viel zu unwichtig), sondern sind vom Menschen gemacht.
Kant geht nun in Von der Schwierigkeit der auf das Fortschreiten zum Weltbesten angelegten Maximen in Ansehung ihrer Publicität. auf die Frage ein, wie die zum Fortschreiten angelegten Maximen publik gemacht werden sollten: Die Volksaufklärung geschehe nicht vom Staat aus, sondern von den Philosophen aus dem Volk heraus. Das Fortschreiten zum Besseren kann eben nicht als Erziehung verordnet werden, sondern es muss sich aktiv entwickeln. Damit Fortschritt nicht behindert wird sei, soll daher Publikationsfreiheit herrschen – ein Seitenhieb gegen die Zensurkommission. Im Idealstaat sei das Volk gesetzgebend. Der ideale Realstaat müsse indessen erprobt werden.
Der 9. Abschnitt, Welchen Ertrag wird der Fortschritt zum Besseren dem Menschengeschlecht abwerfen? stellt noch einmal klar: die Menschen werden nicht in sich moralischer, aber die Häufigkeit moralischen Handelns wächst. Der moralische Fortschritt der Menschheit sei nicht mit einer wesentlichen Veränderung der Menschheit begründet, sondern durch ein – von der positiven Hinwendung der Einzelnen getragenes – freiheitliches und selbst-gesetzgebendes System des Zusammenlebens. Das Gute stecke als Anlage (ebenso wie das Böse) bereits jetzt schon im Menschen, sonst könnte sich seine Entwicklung zum Besseren auch nicht vollziehen.
Im letzten Abschnitt folgt noch einmal das Resümee  In welcher Ordnung allein kann der Fortschritt zum Besseren erwartet werden? Der Fortschritt komme von oben nach unten, nicht andersherum. Daher müssten die Erziehung und Bildung des Volkes vom Staate ausgehen. Zudem müsse sich ein Staat von Zeit zu Zeit selbst reformieren. Die perfekte Verfassung verhindere zudem Angriffskriege. Kant bezeichnet zwar die französische Revolution als gelungenes Beispiel für einen moralischen Fortschritt, gibt aber auf die in Nr. 10 gestellte Frage die Antwort: »Nicht durch den Gang der Dinge von unten hinauf, sondern den von oben herab«. Nicht die Revolution ist der richtige Weg, sondern Volksaufklärung:

„Die Auffassung der Geschichte als eines Rechtsfortschrittes wehrt den Gedanken der Sinnlosigkeit ab. Sie begründet das Vertrauen, den Vernunftglauben, dass die Aufgabe der Menschen, nach vernünftigen Prinzipien zusammenzuleben, nicht schlechthin unerfüllbar, dass die Vernunft zu ihrer rechtlich-praktischen Realität nicht schlechthin ohnmächtig ist. Kant sieht den Rechtsfortschritt weder durch einen Instinkt noch einen verabredeten Plan, sondern durch die menschliche Natur besorgt.“

### Der Streit der philosophischen Facultät mit der medizinischen
Der dritte Abschnitt enthält ebenfalls keine systematische Darstellung eines Streits der medizinischen Mitte der philosophischen Fakultät des Verhältnisses der Mediziner zu den Philosophen. Es handelt sich um »ein Antwortschreiben an ›Herrn Hofrath und Professor Hufeland‹«, der ihm 1796 sein Buch ‚von der Kunst das menschliche Leben zu verlängern‘ mit der Bitte zugesandt hatte, sich zu der Frage zu äußern, inwieweit die moralischen Entscheidungen notwendig zur Natur des Menschen gehörten. Kant stand nicht nur mit ihm, sondern auch mit anderen Ärzten in Korrespondenz, so mit Marcus Herz (1747–1803), auch mit Johann Benjamin Ehrhard (1766–1827).
Kant nahm seine bereits Anfang 1798 veröffentlichte Antwort als dritten Abschnitt in das Buch mit dem Untertitel auf: »Von der Macht des Gemüths durch den bloßen Vorsatz seiner krankhaften Gefühle Meister zu sein«, um damit die philosophischen Grundfragen anzusprechen, die für die medizinische Fakultät relevant sind. Der Text ist in drei Abschnitte gegliedert: Grundsatz der Diätetik, Beschluss und Nachschrift.

#### Grundsatz der Diätetik
Unter Diätetik versteht Kant nicht nur Regeln der richtigen Ernährung, sondern insgesamt eine Lebensweise, die versucht, emotionale Exzesse zu vermeiden und das Leben so zu akzeptieren, wie es ist. Das bedeutet nicht, Gefahren zu vermeiden oder gar sich dem Nichtstun zu ergeben, da dies eine Erschöpfung aus Langeweile usw. nach sich ziehen würde: „Das Bett ist das Nest einer Menge von Krankheiten.“ „Das lange Leben also, wenn man dahin zurücksieht, kann nur die genossene Gesundheit bezeugen, und die Diätetik wird vor allem in der Kunst das Leben zu verlängern (nicht es zu genießen) ihre Geschicklichkeit oder Wissenschaft zu beweisen haben …“
Hier taucht wieder Kants häufig wiederholte Haltung auf, Dinge, die man genießen kann, seien moralisch fragwürdig. Moralisch ist eine Handlung nur dann, wenn sie freiwillig Pflichten folgt, die die Vernunft uns zeigt, nicht aber, wenn wir unsere Eigenliebe (auch zu einem guten Zweck) befriedigen:

„Alle Gegenstände der Neigungen haben nur einen bedingten Werth; denn wenn die Neigungen und darauf gegründete Bedürfnisse nicht wären, so würde ihr Gegenstand ohne Werth sein. Die Neigungen selber aber als Quellen des Bedürfnisses haben so wenig einen absoluten Wert, um sie selbst zu wünschen, dass vielmehr, gänzlich davon frei zu sein, der allgemeine Wunsch eines jeden vernünftigen Wesens sein muss.“

Kant geht dann auf einzelne Lebenssituationen ein wie die hypochondrische Reaktion auf vermeintliche Krankheitsbilder, die Funktion des Schlafes, das Essen und Trinken und die Gefahr, sich durch allzu vieles Nachdenken gesundheitlich zu schädigen. Weitere Ratschläge zum bewussten Ein – und Ausatmen folgen.

#### Beschluss
Kant kommt am Ende zu dem Ergebnis, dass man zahllose – aber nicht alle – Gemütsbewegungen durch den Einsatz des Verstandes und der nötigen Selbstkontrolle in den Griff bekommen kann. Solche Versuche könnten das Leiden im Gegenteil noch verstärken. Geisteswissenschaftler seien hier mehr gefährdet als Mathematiker, denn sie müssten die komplexen Gedankenwelten, in denen sie sich bewegen, ständig im Griff halten können, das sei eine dauernde Überforderung. Im letzten Absatz findet sich die Andeutung, dass Kant diese Schlüsse aus eigenen Erfahrungen gezogen hat.
Tatsächlich hatte er danach nur noch sechs Jahre zu leben und litt unter starken körperlichen wie geistigen Einschränkungen.

### Nachschrift
Die Nachschrift enthält eine – wiederum aus persönlichen Erfahrungen entstandene – Bitte an die Buchdrucker lesbarer zu drucken, um die Augen der Leser zu schonen: statt grauer Druckfarbe sollten sie schwarze verwenden, der Druck sollte größer ausfallen und vergleichbare Ratschläge mehr.